# Eric Red
Eric Red (nascut Eric Joseph Durdaller; 6 de febrer de 1961) és un guionista, director i novel·lista, millor conegut per escriure les pel·lícules de de terror Carretera a l'infern i Near Dark, i també va escriure i dirigir Cohen and Tate.

## Biografia
Red va néixer a Pittsburgh, Pennsylvania, fill de Nancy (de soltera Pickhardt) i Cornelius Gerard Durdaller. Va assistir al Conservatori AFI i es va graduar el 1983. Començà la seva carrera com a guionista a Gunmen's Blues, un curtmetratge que va produir i dirigir mentre era estudiant al AFI Conservatory. Es va arruinar intentant aconseguir la distribució nacional de la pel·lícula i va haver de conduir un taxi a Nova York durant un any per recuperar-se. El seu guió de tesi AFI, Carretera a l'infern, es va produir el 1986. Un gran remake d'estudi de Carretera a l'infern es va estrenar el 2007 amb Red com a consultor. Des dels anys 80 fins als 00, els seus guions produïts posteriorment van ser Near Dark, Cohen and Tate, Acer blau, Body Parts, L'últim bandoler, Ressaca, Bad Moon i 100 Feet.
Va debutar com a director amb Cohen and Tate el 1987. Posteriorment va dirigir Body Parts (1990), Ressaca (1995), Bad Moon (1996) i 100 Feet (2008).
Eric Red va publicar la seva primera novel·la, Don't Stand So Close, l'any 2011. Les seves novel·les publicades posteriorment són The Guns of Santa Sangre (2013), The Wolves of El Diablo (2017), It Waits Below (2014), Noose (2018), Hanging Fire (2019), White Knuckle (2015), Strange Fruit (2014), Branded (2021) i The Crimson Trail (2021).

### Accident de cotxe
Després d'un accident de cotxe, Red va estavellar el seu camió contra un bar ple de gent de Los Angeles el 31 de maig de 2000, provocant la mort de dos clients. Després de l'incident, aparentment, Red va sortir del seu vehicle i va intentar suïcidar-se tallant-se la gola amb un tros de vidre trencat. Red va sobreviure a l'incident, va ser traslladat a l'hospital amb un àlies i va ser donat d'alta setmanes després. No es van presentar càrrecs penals contra Red, però un jurat en una demanda civil va concedir danys econòmics a les famílies de les víctimes. La demanda, que va atorgar més d'un milió de dòlars a les famílies dels dos homes morts en l'accident, va ser apel·lada als tribunals estatals i federals, que van confirmar la decisió original del jurat.

## Filmografia
Curtmetratges
| Any  | Títol          | Director | Guionista | Editor |
| ---- | -------------- | -------- | --------- | ------ |
| 1981 | Gunmen's Blues | Sí       | Sí        | Sí     |
| 1986 | Telephone      | Sí       | Sí        | Sí     |

Llargmetratges
| Any  | Títol                | Director | Guionista |
| ---- | -------------------- | -------- | --------- |
| 1986 | Carretera a l'infern | No       | Sí        |
| 1987 | Near Dark            | No       | Sí        |
| 1989 | Testimoni innocent   | Sí       | Sí        |
| 1990 | Acer blau            | No       | Sí        |
| 1991 | Body Parts           | Sí       | Sí        |
| 1996 | Bad Moon             | Sí       | Sí        |
| 2007 | The Hitcher          | No       | Sí        |
| 2008 | 100 Feet             | Sí       | Sí        |

Telefilms
| Any  | Títol             | Director | Guionista |
| ---- | ----------------- | -------- | --------- |
| 1993 | L'últim bandoler  | No       | Sí        |
| 1996 | Ressaca           | Sí       | Sí        |
| 2015 | Night of the Wild | Sí       | No        |